# Los Amigos del Pilcomayo
Stichting Los Amigos del Pilcomayo, acroniem LAMPI, - is een Nederlands-Boliviaanse stichting die zich inzet voor de bescherming van de Zuid-Amerikaanse Pilcomayo) en het verbeteren van de levensomstandigheden van de bewoners aan de oever van deze rivier. Om haar doelstelling te verwezenlijken werkt de stichting met een combinatie van onderzoek en voorlichting. De belangrijkste thema's hierbij zijn ecologie, milieukwaliteit en gezondheid. 
Stichting LAMPI werd opgericht in juni 2006 door de twee natuur-milieukundigen: MSc. M.J.M. Stassen en MSc. M.W.P.M. van de Ven, die via hun studie verbonden zijn aan de Radboud Universiteit Nijmegen. Het hoofdkantoor van LAMPI bevindt zich aan de oever van de Pilcomayo rivier in het Boliviaanse dorpje Villamontes. 